# Manila-Anhänger

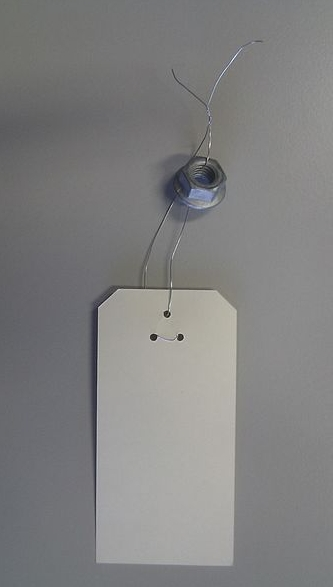
Manila-Anhänger mit Bundmutter

Als Manila-Anhänger bezeichnet man einen Pappanhänger, welchen man an einem zu etikettierenden Gegenstand mittels Schnur oder Wickeldraht befestigen kann. Zu diesem Zweck ist die Pappkarte, die selten größer als 10 cm × 15 cm ist, mit einem Loch an einer Stirnseite versehen. Das Loch wird mitunter mit einer Metallöse verstärkt.
Der Kolli-Anhänger beschreibt einen Anhänger, der den gleichen Zweck erfüllt, aber in Abgrenzung zum Manila-Anhänger nicht zwingend aus Naturzellstoff gefertigt sein muss.
In Zeiten, in denen selbstklebende Etiketten noch nicht Stand der Technik waren, war man auf diese Art der kostengünstigen, schnellen und flexiblen Beschriftung von Gegenständen angewiesen, insbesondere im gewerblichen Umgang mit Waren bzw. Stückgut.
Der Wortbestandteil Manila führt auf das ursprünglich verwendete Material zurück, nämlich kostengünstig verfügbaren Karton aus dem Zellstoff des Manilahanfs (Abacá). Dieses auch heute noch verfügbare Material ist zudem gut zu bedrucken, was dem Aufbringen von Formularbestandteilen auf dem Etikett entgegenkommt.